# Les Jardins-de-Napierville
Ne doit pas être confondu avec Napierville ou Saint-Cyprien-de-Napierville.
Pour les articles homonymes, voir Napierville (homonymie).
Les Jardins-de-Napierville sont une municipalité régionale de comté (MRC) du Québec (Canada) dans la région de la Montérégie. Son chef-lieu  est Saint-Michel.

## Histoire
Avant l'arrivée des Français, le territoire des Jardins-de-Napierville sert de passage aux Amérindiens entre les sites des actuelles villes de New York et de Montréal, une élévation naturelle de terrain y permettant le portage tout au long de l'année. En 1733, le gouverneur de la Nouvelle-France Charles de Beauharnois et l'intendant Gilles Hocquart concèdent une seigneurie sur la rive gauche du Richelieu correspondant à l'actuelle ville de Napierville et ses environs à Gaspard-Joseph Chaussegros de Léry, militaire et ingénieur, qui lui donne son nom. En 1750, le  Jacques-Pierre de Taffanel de La Jonquière et l'intendant François Bigot concèdent à Jean-Baptiste Leber de Senneville la seigneurie de La Salle, dont le territoire correspond à Saint-Rémi et ses environs. Ces seigneuries relèvent de l'administration du gouvernement de Montréal. 
La MRC est nommée en l'honneur de Napier Christie Burton, lieutenant général de l'armée anglaise mort en 1835 ; le nom Les Jardins provient de la pratique abondante de l'horticulture dans ce coin de pays.

## Géographie
La  municipalité régionale de comté des Jardins-de-Napierville se trouve dans l'est du pays du Suroît à la frontière avec les États-Unis. Elle est bornée par la MRC de Roussillon au nord, celle du Haut-Richelieu à l'est, le comté de Clinton dans l'état américain de État de New York au sud, ainsi que par les MRC du Haut-Saint-Laurent et de Beauharnois-Salaberry à l'ouest. 
La superficie totale est de 804,55 km2, dont 802,47 km2 terrestres. La qualité des sols et les conditions climatiques favorables lui valent le surnom de jardin horticole du Québec. La zone agricole couvre 97,7 % du territoire.

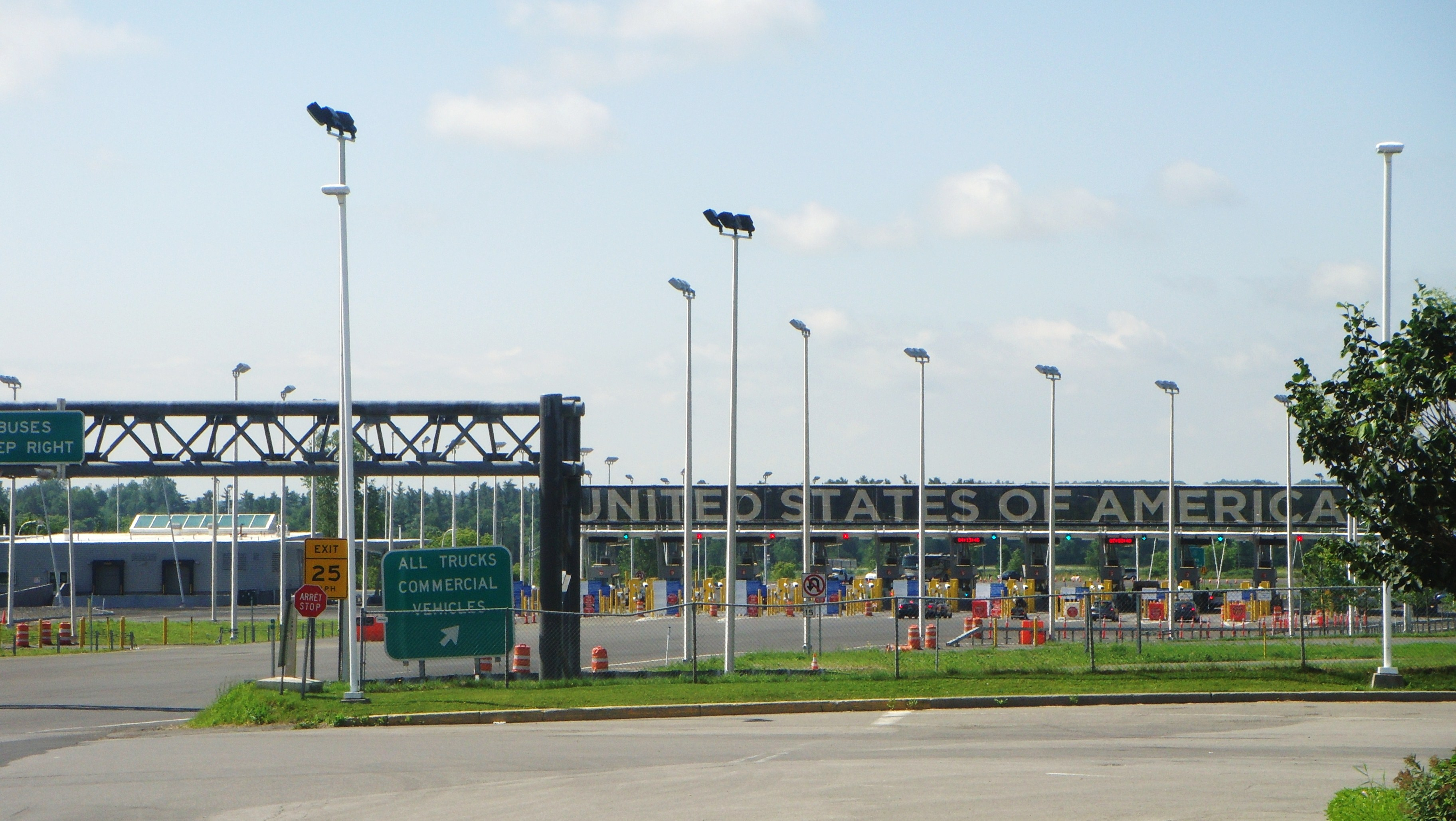
Poste frontalier à Saint-Bernard-de-Lacolle.

### Entités territoriales
La MRC est constituée de onze municipalités locales.
| Nom                          | Statut                  | Population 2021 | Superficie (km2) | Densité (h/km2) | Ref. |
| ---------------------------- | ----------------------- | --------------- | ---------------- | --------------- | ---- |
| Hemmingford                  | Municipalité de canton  | 1 995           | 158,1            | 12,62           |      |
| Hemmingford                  | Municipalité de village | 829             | 0,91             | 910,99          |      |
| Napierville                  | Municipalité            | 4 020           | 4,5              | 893,33          |      |
| Saint-Bernard-de-Lacolle     | Municipalité            | 1 542           | 113,9            | 13,54           |      |
| Saint-Cyprien-de-Napierville | Municipalité            | 1 735           | 98,3             | 17,65           |      |
| Saint-Édouard                | Municipalité            | 1 365           | 52,7             | 25,9            |      |
| Saint-Jacques-le-Mineur      | Municipalité            | 1 766           | 67,9             | 26,01           |      |
| Saint-Michel                 | Municipalité            | 3 521           | 60,3             | 58,39           |      |
| Saint-Patrice-de-Sherrington | Municipalité            | 1 963           | 92,9             | 21,13           |      |
| Saint-Rémi                   | Ville                   | 8 957           | 78,8             | 113,67          |      |
| Sainte-Clotilde              | Municipalité            | 2 646           | 78,8             | 33,58           |      |
| Total                        | Total                   | 24 404          | 803,07           | 30,39           |      |

## Démographie
| 1986   | 1991   | 1996   | 2001   | 2006   | 2011   | 2016   | 2021   |
| ------ | ------ | ------ | ------ | ------ | ------ | ------ | ------ |
| 20 391 | 21 977 | 22 936 | 22 820 | 24 111 | 26 234 | 27 870 | 24 404 |

## Administration
Le préfet de la MRC est élu parmi et par les maires des municipalités membres. Le préfet actuel est Yves Boyer, maire de Saint-Patrice-de-Sherrington. Le territoire de la MRC fait partie des circonscriptions de Huntingdon et de Sanguinet pour la représentation à l'Assemblée nationale du Québec et de Salaberry—Suroît à la Chambre des communes du Canada.

## Société
Écoles secondaires de la Commission scolaire des Grandes-Seigneuries : École Louis-Cyr à Napierville, École Pierre-Bédard à Saint-Rémi.

## Personnalités
- Louis Cyr, homme fort